# Pinom
Pinom, cujo significado é "escuridão", era um clã edomita (possivelmente também um chefe com o mesmo nome) mencionado em Gênesis 36:31–43.